# Vattuören (vid Hudö, Lovisa)
Vattuören är klippor i Finland.   De ligger i landskapet Nyland, i den södra delen av landet, 80 km öster om huvudstaden Helsingfors. Vattuören ligger 1 meter över havet.
Terrängen runt Vattuören är mycket platt.  Närmaste större samhälle är Lovisa, 11,5 km norr om Vattuören. 